# Volta a Catalunya de 1923
La Volta a Catalunya de 1923 fou la cinquena edició de la Volta a Catalunya. La prova es disputà, per primera vegada, en quatre etapes, entre el 31 de maig i el 3 de juny de 1923, per un total de 644 km. El vencedor final fou el francès Maurice Ville, per davant dels també francesos José Pelletier i José Nat.
La primera i quarta etapa són bàsicament planes, mentre que les dificultats muntanyoses es troben a la segona etapa, amb el pas pel coll de Lilla i el coll del Bruc, i la tercera etapa, amb l'ascens al coll de Santigosa.
58 ciclistes s'apunten per prendre part a la cursa, alguns d'ells estrangers, però finalment seran 52 els que comencin la cursa i 27 els que l'acabin.

## Classificació final
| Pos. | Ciclista            | Temps        |
| 1    | Maurice Ville       | 26h 36' 00"  |
| 2    | José Pelletier      | + 13' 10"    |
| 3    | José Nat            | + 20' 47"    |
| 4    | Victorino Otero     | + 27' 35"    |
| 5    | Muç Miquel          | + 31' 40"    |
| 6    | Etienne Dorfeuille  | + 32' 12"    |
| 7    | Miguel García       | + 1h 27' 10" |
| 8    | Francesc Tresserras | + 1h 27' 30" |
| 9    | Juan Solanas        | + 1h 28' 02" |
| 10   | Josep Maria Sans    | + 1h 39' 40" |

## Etapes
| Etapa | Data       | Recorregut           | km     | Vencedor d'etapa | Líder de la general |
| ----- | ---------- | -------------------- | ------ | ---------------- | ------------------- |
| 1a    | 31 de maig | Barcelona - Reus     | 172 km | Maurice Ville    | Maurice Ville       |
| 2a    | 1 de juny  | Reus - Manresa       | 160 km | Maurice Ville    | Maurice Ville       |
| 3a    | 2 de juny  | Manresa - Figueres   | 172 km | José Pelletier   | Maurice Ville       |
| 4a    | 3 de juny  | Figueres - Barcelona | 142 km | Maurice Ville    | Maurice Ville       |

### Etapa 1. Barcelona - Reus. 172 km
|   | Ciclista           | Temps      |
| - | ------------------ | ---------- |
| 1 | Maurice Ville      | 7h 10' 00" |
| 2 | Etienne Dorfeuille | + 1' 10"   |
| 3 | José Nat           | + 3' 25"   |

|   | Ciclista           | Temps      |
| - | ------------------ | ---------- |
| 1 | Maurice Ville      | 7h 10' 00" |
| 2 | Etienne Dorfeuille | + 1' 10"   |
| 3 | José Nat           | + 3' 35"   |

### Etapa 2. Reus - Manresa. 160 km
|   | Ciclista        | Temps      |
| - | --------------- | ---------- |
| 1 | Maurice Ville   | 6h 35' 00" |
| 2 | José Nat        | + 1' 10"   |
| 3 | Victorino Otero | + 1' 15"   |

|   | Ciclista        | Temps       |
| - | --------------- | ----------- |
| 1 | Maurice Ville   | 13h 45' 00" |
| 2 | José Nat        | + 4' 45"    |
| 3 | Victorino Otero | + 7' 15"    |

### Etapa 3. Manresa - Figueres. 172 km
|   | Ciclista       | Temps      |
| - | -------------- | ---------- |
| 1 | José Pelletier | 6h 34' 00" |
| 2 | Maurice Ville  | + 1' 00"   |
| 3 | Muç Miquel     | + 2' 30"   |

|   | Ciclista       | Temps       |
| - | -------------- | ----------- |
| 1 | Maurice Ville  | 20h 20' 00" |
| 2 | José Pelletier | + 13' 10"   |
| 3 | José Nat       | + 20' 47"   |

### Etapa 4. Figueres - Barcelona. 142 km
|   | Ciclista           | Temps      |
| - | ------------------ | ---------- |
| 1 | Maurice Ville      | 6h 16' 00" |
| 2 | José Pelletier     | m. t.      |
| 3 | Etienne Dorfeuille | m. t.      |

|   | Ciclista       | Temps       |
| - | -------------- | ----------- |
| 1 | Maurice Ville  | 26h 36' 00" |
| 2 | José Pelletier | + 13' 10"   |
| 3 | José Nat       | + 20' 47"   |